# Mylomygale spiersi
La milomigale (Mylomygale spiersi) è un mammifero estinto appartenente ai macroscelidi. Visse tra il Pliocene e il Pleistocene inferiore (circa 5 - 2 milioni di anni fa) e i suoi resti fossili sono stati ritrovati in Africa.

## Descrizione
Tutto ciò che si conosce di questo animale è una mandibola con denti, ed è quindi impossibile ricostruirne fedelmente l'intero aspetto. Si suppone che questo animale fosse simile agli attuali sengi del genere Macroscelides, ma se ne differenziava per la dentatura molto particolare. Al posto dei tipici denti brachidonti (a corona bassa) dei sengi attuali, Mylomygale era dotato di molari e premolari decisamente ipsodonti (a corona alta) e particolarmente complessi, simili a quelli dei roditori. Al contrario di altri macroscelidi dalla dentatura ipsodonte come Myohyrax, in Mylomygale i denti anteriori erano piccoli e ravvicinati, mentre il terzo molare inferiore era assente;  i denti dal quarto premolare al secondo molare erano alti, colonnari e fortemente compressi anteroposteriormente, e possedevano insenature molto profonde in zona linguale e labiale. La forma dei denti e della mandibola suggerisce che Mylomygale fosse dotato di un muso piuttosto corto, al contrario di quello della maggior parte dei macroscelidi.

## Classificazione
Mylomygale spiersi venne descritto per la prima volta nel 1948 da Robert Broom, sulla base di resti fossili ritrovati a Taung, nella zona di Sterkfontein in Sudafrica; i fossili, originariamente attribuiti a terreni di inizio Pleistocene, potrebbero essere invece risalenti al Pliocene.  
Inizialmente considerato un tipo di roditore a causa della dentatura aberrante, Mylomygale è stato poi correttamente attribuito ai macroscelidi, i cosiddetti toporagni elefante tipici del continente africano. In particolare, Mylomygale è stato avvicinato al genere attuale Macroscelides, ma anche all'estinto Myohyrax, anche se si preferisce attribuire questo genere a una sottofamiglia a sé stante (Mylomygalinae) all'interno della famiglia Macroscelididae, che per un fenomeno di convergenza evolutiva ha sviluppato alcune caratteristiche dentarie (ipsodontia) tipiche dei mioiracidi.

## Paleoecologia
A causa dei denti decisamente ipsodonti, si suppone che Mylomygale fosse un animale francamente erbivoro, che si nutriva di sostanze erbacee fortemente abrasive. 